# Синицкая, София Валентиновна
София Валентиновна Синицкая (род. 1972, Петергоф, РСФСР) — прозаик, писатель, литературовед. Финалист «Национального бестселлера» (2020 и 2022), финалист «Большой книги» (2020), финалист «НОС» (2019), лауреат литературной премии Н. В. Гоголя.

## Биография
Родилась в 1972 году в Петергофе, РСФСР. Школьные годы прошли в одном из отдалённых районов Санкт-Петербурга — Автово. В 1995 году завершила обучение на филологическом факультете Санкт-Петербургского государственного университета.
В 2001 году писатель выпустила первый сборник своих переложений швейцарских сказок и легенд. В 2013 году вышел первый сборник авторской прозы Софии Синицкой. Её книга «Мироныч, дырник и жеможаха. Рассказы о Родине», которая стала доступна читателю в 2018 году, была удостоена премии Н. В. Гоголя в номинации «Вий».
Сама писатель считает своим главным литературным достижением развёрнутый комментарий к «Запискам сумасшедшего» и тщательную аналитическую работу имён гоголевских героев.
В 2020 году её книга «Сияние „жеможаха“» стала финалистом двух значимых литературных премий Российской Федерации «Национальный бестселлер», «Большая книга» и вызвала широкий интерес среди критиков и литературоведов.
В интервью газете «Московский комсомолец» София так отреагировала на вопрос «о вере в сказку»:
Я верю в чудо. Я поверила в чудо, когда родились мои дети. По большому счёту каждый прожитый с ними день для меня рядовое, но самое настоящее чудо. Да и вообще, жизнь — сказка. Принимая во внимание все скорби мира, могу, между тем, с уверенностью сказать, что я очень счастливый человек
.
В 2023 году в Петербурге был издан её роман «Чёрная Сибирь» — попытка нейтральной книги о войне на Украине.
Проживает в городе Санкт-Петербурге.

## Отзывы
Марина Кронидова в своей рецензии к книге «Сияние жеможаха» обращает внимание читателей на литературное мастерство автора:
Язык необычно плотен, искрист, метафоричен, но филологическая школа не даёт ему переплеснуться через край, и это стилевая особенность прозы Синицкой, как и замечательный юмор.

## Награды и премии
- 2018 — Лауреат литературной премии имени Н. В. Гоголя в номинации «Вий» с книгой «Мироныч, дырник и жеможаха. Рассказы о Родине»;
- 2019 — финалист «НОС», с книгой «Мироныч, дырник и жеможаха. Рассказы о Родине»;
- 2020 — финалист «Национального бестселлера», с книгой "Сияние «жеможаха»;
- 2020 — финалист «Большой книги», с книгой "Сияние «жеможаха»[9];
- 2022 — финалист «Национального бестселлера», с книгой «Хроника Горбатого»[10].